# Баркалая, Отар
Отар Баркалая (груз. ოთარ ბარკალაია, родился 17 февраля 1984 в Тбилиси, по другим данным 18 февраля) — грузинский регбист, флай-хав.

## Биография
Выпускник Тбилисского технического университета. Выступал на протяжении своей регбийной карьеры за команду «Лело-Сарацины», французский «Фижак», долгое время выступает за команду «Волунтарис де Протексио Сивиль Андорра» из Андорры в чемпионате Франции (Федераль 3). Неоднократно набирал очки в матче за андоррскую команду, в ноябре 2014 года вернулся в Грузию, войдя в состав «Лело-Сарацин». Чемпион Грузии 2015 и 2016 гг. в составе «Лело-Сарацин».
В составе сборной Грузии провёл 37 игр и набрал 49 очков, участвовал в Кубке мира 2007 года. Неоднократный участник розыгрыша Кубка европейских наций.
На начало 2018 года тренировал молодёжную команду «Сарацинов». В сентябре 2022 года упоминался как член тренерского штаба главной команды «Лело-Сарацин».
Свободно владеет испанским языком. Является двоюродным братом регбиста Георгия Рехиашвили, игравшего за «Андорру» (ум. в мае 2019 года).